# Пенцин
Пенцин (нем. Penzin) — община в Германии, в земле Мекленбург — Передняя Померания.
Входит в состав района Гюстров. Подчиняется управлению Бютцов Ланд. Население составляет 147 человек (2009); в 2003 г. — 170. Занимает площадь 6,08 км².